# Salt amb esquís als Jocs Olímpics d'hivern de 2006 - Salt curt individual
Als Jocs Olímpics d'Hivern de 2006 celebrats a la ciutat de Torí (Itàlia) es disputà una prova de salt amb esquís en el denominat salt normal o curt en un trampolí de 90 metres d'alçada.
La competició se celebrà entre els dies 11 i 12 de febrer de 2006 a les instal·lacions de Pragelato. Hi participaren un total de 69 saltadors de 21 comitès nacionals diferents.

## Resum de medalles
| Or          | Argent          | Bronze         |
| Lars Bystøl | Matti Hautamäki | Roar Ljøkelsøy |

## Resultats

### Qualificació
Quinze esquiadors foren prequalificats per a la final gràcies al rànquing establert a la Copa del Món de salt amb esquís. Aquests saltadors realitzaren un salt però no és tingut en compte. La resta de saltadors realitzaren un salt, classificant-se els trenta-cinc primers.
| Pos. | Nom                 | CON             | Punts | Notes       |
| ---- | ------------------- | --------------- | ----- | ----------- |
| 1    | Noriaki Kasai       | Japó            | 132.5 |             |
| 2    | Dmitry Ipatov       | Rússia          | 129.0 |             |
| 3    | Dmitry Vassiliev    | Rússia          | 128.5 |             |
| 4    | Michael Neumayer    | Alemanya        | 127.0 |             |
| 4    | Michael Möllinger   | Suïssa          | 127.0 |             |
| 4    | Robert Mateja       | Polònia         | 127.0 |             |
| 7    | Alexander Herr      | Alemanya        | 125.5 |             |
| 8    | Tami Kiuru          | Finlàndia       | 125.0 |             |
| 9    | Daiki Ito           | Japó            | 123.0 |             |
| 9    | Martin Koch         | Àustria         | 123.0 |             |
| 11   | Kamil Stoch         | Polònia         | 122.5 |             |
| 12   | Borek Sedlak        | Txèquia         | 120.0 |             |
| 13   | Ildar Fatchullin    | Rússia          | 119.0 |             |
| 14   | Sebastian Colloredo | Itàlia          | 118.0 |             |
| 15   | Jens Salumae        | Estònia         | 117.5 |             |
| 16   | Primož Peterka      | Eslovènia       | 117.0 |             |
| 16   | Denis Kornilov      | Rússia          | 117.0 |             |
| 16   | Alan Alborn         | Estats Units    | 117.0 |             |
| 19   | Guido Landert       | Suïssa          | 116.0 |             |
| 20   | Jan Matura          | Txèquia         | 115.5 |             |
| 21   | Jernej Damjan       | Eslovènia       | 114.5 |             |
| 21   | Stefan Read         | Canadà          | 114.5 |             |
| 23   | Janne Happonen      | Finlàndia       | 114.0 |             |
| 24   | Stefan Hula         | Polònia         | 110.5 |             |
| 25   | Radik Zhaparov      | Kazakhstan      | 110.0 |             |
| 26   | Ivan Karaulov       | Kazakhstan      | 109.0 |             |
| 26   | Li Yang             | R.P. de la Xina | 109.0 |             |
| 28   | Rok Benkovic        | Eslovènia       | 108.0 |             |
| 28   | Maksim Anisimov     | Belarús         | 108.0 |             |
| 30   | Andrea Morassi      | Itàlia          | 107.5 |             |
| 30   | Kim Hyun-Ki         | Corea del Sud   | 107.5 |             |
| 32   | Jaan Juris          | Estònia         | 107.0 |             |
| 33   | Simon Ammann        | Suïssa          | 106.0 |             |
| 33   | Jan Mazoch          | Txèquia         | 106.0 |             |
| 35   | Clint Jones         | Estats Units    | 104.5 |             |
| 36   | Choi Heung-Chul     | Corea del Sud   | 104.0 |             |
| 36   | Choi Yong-Jik       | Corea del Sud   | 104.0 |             |
| 38   | Tommy Schwall       | Estats Units    | 103.0 |             |
| 39   | Tian Zhongdan       | R.P. de la Xina | 102.0 |             |
| 40   | Alessio Bolognani   | Itàlia          | 100.5 |             |
| 41   | Gregory Baxter      | Canadà          | 100.0 |             |
| 42   | Martin Mesik        | Eslovàquia      | 97.5  |             |
| 42   | Graeme Gorham       | Canadà          | 97.5  |             |
| 44   | Kang Chil Ku        | Corea del Sud   | 96.5  |             |
| 45   | Petr Chaadaev       | Belarús         | 95.5  |             |
| 46   | Jim Denney          | Estats Units    | 91.5  |             |
| 47   | Volodímir Bosxuk    | Ucraïna         | 88.5  |             |
| 48   | Alexey Korolev      | Kazakhstan      | 86.5  |             |
| 49   | Petar Fartunov      | Bulgària        | 85.0  |             |
| 50   | Michael Nell        | Canadà          | 83.5  |             |
| 51   | Georgi Zharkov      | Bulgària        | 77.5  |             |
| *    | Andreas Kuettel     | Suïssa          | 134.5 | [ a ]       |
| *    | Andreas Kofler      | Àustria         | 134.5 | [ a ]       |
| *    | Janne Ahonen        | Finlàndia       | 133.5 | [ a ]       |
| *    | Adam Małysz         | Polònia         | 130.5 | [ a ]       |
| *    | Matti Hautamäki     | Finlàndia       | 130.0 | [ a ]       |
| *    | Andreas Widhölzl    | Àustria         | 129.0 | [ a ]       |
| *    | Takanobu Okabe      | Japó            | 127.5 | [ a ]       |
| *    | Georg Späth         | Alemanya        | 123.5 | [ a ]       |
| *    | Jakub Janda         | Txèquia         | 121.5 | [ a ]       |
| *    | Roar Ljøkelsøy      | Noruega         | 120.5 | [ a ]       |
| *    | Michael Uhrmann     | Alemanya        | 120.5 | [ a ]       |
| *    | Bjørn Einar Romøren | Noruega         | 118.0 | [ a ]       |
| *    | Thomas Morgenstern  | Àustria         | 117.0 | [ a ]       |
| *    | Robert Kranjec      | Eslovènia       | 102.0 | [ a ]       |
| *    | Lars Bystøl         | Noruega         | DSQ   | [ a ] [ b ] |
| DQ   | Masahiko Harada     | Japó            | DSQ   | [ c ]       |
| DQ   | Nikolay Karpenko    | Kazakhstan      | DSQ   | [ d ]       |
| DQ   | Sigurd Pettersen    | Noruega         | DSQ   | [ e ]       |

1. 1 2 3 4 5 6 7 8 9 10 11 12 13 14 15  Aquests saltadors es classificaren directament per la final gràcies al rànquing de la Copa del Món de l'especialitat.
2. ↑  Lars Bystøl fou inicialment desqualificat per una mala realització del salt, però pogué participar en la final per estar directament classificat.
3. ↑  Masahiko Harada fou desqualificat per dur els esquís més llarg del reglamentari.
4. ↑  Nikolay Karpenko fou desqualificat per una mala realització del salt.
5. ↑  Sigurd Pettersen fou desqualificat per una mala realització del salt i no competí en la final.

### Final
La final consistí en dos salts, amb els trenta primers classificats del primer salt per a fer el segon salt. La combinació dels dos salts determinà les posicions final.
| Pos. | Nom                 | CON             | Salt 1 | Pos. | Salt 2 | Pos. | Total |
| ---- | ------------------- | --------------- | ------ | ---- | ------ | ---- | ----- |
| 1    | Lars Bystøl         | Noruega         | 131.0  | 6    | 135.5  | 2    | 266.5 |
| 2    | Matti Hautamäki     | Finlàndia       | 131.0  | 6    | 134.5  | 3    | 265.5 |
| 3    | Roar Ljøkelsøy      | Noruega         | 132.0  | 5    | 132.5  | 4    | 264.5 |
| 4    | Michael Uhrmann     | Alemanya        | 128.0  | 10   | 136.0  | 1    | 264.0 |
| 5    | Andreas Küttel      | Suïssa          | 133.5  | 4    | 129.0  | 8    | 262.5 |
| 6    | Janne Ahonen        | Finlàndia       | 134.5  | 2    | 127.0  | 9    | 261.5 |
| 7    | Adam Małysz         | Polònia         | 130.0  | 8    | 131.0  | 5    | 261.0 |
| 8    | Michael Neumayer    | Alemanya        | 129.5  | 9    | 131.0  | 5    | 260.5 |
| 9    | Thomas Morgenstern  | Àustria         | 134.5  | 2    | 125.0  | 12   | 259.5 |
| 10   | Dmitry Vassiliev    | Rússia          | 135.0  | 1    | 123.5  | 13   | 258.5 |
| 11   | Andreas Kofler      | Àustria         | 127.0  | 11   | 130.5  | 7    | 257.5 |
| 12   | Georg Späth         | Alemanya        | 124.5  | 17   | 126.5  | 10   | 251.0 |
| 13   | Jakub Janda         | Txèquia         | 123.5  | 18   | 125.5  | 11   | 249.0 |
| 13   | Michael Möllinger   | Suïssa          | 126.5  | 12   | 122.5  | 15   | 249.0 |
| 15   | Bjørn Einar Romøren | Noruega         | 125.5  | 15   | 122.5  | 15   | 248.0 |
| 16   | Kamil Stoch         | Polònia         | 125.5  | 15   | 121.5  | 17   | 247.0 |
| 17   | Andreas Widhölzl    | Àustria         | 120.5  | 20   | 123.5  | 13   | 244.0 |
| 18   | Daiki Ito           | Japó            | 126.0  | 13   | 117.5  | 19   | 243.5 |
| 19   | Dmitry Ipatov       | Rússia          | 121.5  | 19   | 121.0  | 18   | 242.5 |
| 20   | Noriaki Kasai       | Japó            | 126.0  | 13   | 115.0  | 20   | 241.0 |
| 21   | Alexander Herr      | Alemanya        | 119.0  | 22   | 112.0  | 23   | 231.0 |
| 21   | Jan Matura          | Txèquia         | 120.0  | 21   | 111.0  | 27   | 231.0 |
| 23   | Takanobu Okabe      | Japó            | 118.0  | 24   | 111.5  | 25   | 229.5 |
| 23   | Martin Koch         | Àustria         | 118.0  | 24   | 111.5  | 25   | 229.5 |
| 25   | Robert Mateja       | Polònia         | 115.0  | 28   | 114.0  | 21   | 229.0 |
| 26   | Radik Zhaparov      | Kazakhstan      | 115.0  | 28   | 112.0  | 23   | 227.0 |
| 27   | Sebastian Colloredo | Itàlia          | 113.5  | 30   | 113.0  | 22   | 226.5 |
| 28   | Janne Happonen      | Finlàndia       | 116.0  | 26   | 109.0  | 28   | 225.0 |
| 29   | Stefan Hula         | Polònia         | 115.5  | 27   | 102.5  | 29   | 218.0 |
| 30   | Primož Peterka      | Eslovènia       | 118.5  | 23   | 96.5   | 30   | 215.0 |
| 31   | Tami Kiuru          | Finlàndia       | 113.0  | 31   | —      | —    |       |
| 32   | Jens Salumäe        | Estònia         | 112.0  | 32   | —      | —    |       |
| 33   | Maksim Anisimov     | Belarús         | 110.5  | 33   | —      | —    |       |
| 34   | Denis Kornilov      | Rússia          | 110.0  | 34   | —      | —    |       |
| 35   | Jernej Damjan       | Eslovènia       | 109.0  | 35   | —      | —    |       |
| 36   | Jan Mazoch          | Txèquia         | 108.5  | 36   | —      | —    |       |
| 36   | Andrea Morassi      | Itàlia          | 108.5  | 36   | —      | —    |       |
| 38   | Simon Ammann        | Suïssa          | 107.0  | 38   | —      | —    |       |
| 38   | Borek Sedlak        | Txèquia         | 107.0  | 38   | —      | —    |       |
| 40   | Alan Alborn         | Estats Units    | 106.5  | 40   | —      | —    |       |
| 41   | Robert Kranjec      | Eslovènia       | 105.5  | 41   | —      | —    |       |
| 42   | Stefan Read         | Canadà          | 105.0  | 42   | —      | —    |       |
| 43   | Kim Hyun-Ki         | Corea del Sud   | 104.5  | 43   | —      | —    |       |
| 44   | Ildar Fatchullin    | Rússia          | 102.5  | 44   | —      | —    |       |
| 44   | Li Yang             | R.P. de la Xina | 102.5  | 45   | —      | —    |       |
| 46   | Ivan Karaulov       | Kazakhstan      | 102.0  | 46   | —      | —    |       |
| 47   | Clint Jones         | Estats Units    | 97.5   | 47   | —      | —    |       |
| 48   | Guido Landert       | Suïssa          | 97.0   | 48   | —      | —    |       |
| 49   | Rok Benkovic        | Eslovènia       | 91.5   | 49   | —      | —    |       |
| 50   | Jaan Jüris          | Estònia         | 88.5   | 50   | —      | —    |       |